# Chiesa di Maria Santissima Assunta in Cielo (Serra San Bruno-Terravecchia)
La chiesa di Maria Santissima Assunta in Cielo è una chiesa situata nel quartiere storico di Serra San Bruno denominato “Terravecchia”. Esiste una chiesa omonima anche nel quartiere di “Spinetto”.
L'elegante prospetto barocco della chiesa fu montato con pezzi di granito provenienti dalla vecchia Certosa e, salvato dalle rovine provocate dal terremoto, fu adattato nei primi anni del secolo scorso alla chiesa che ospita l'arciconfraternita dell'Assunta. Il chiostro barocco della Certosa di Santo Stefano del Bosco sopravvissuto alla catastrofe tellurica, mostra infatti gli stessi elementi architettonici. La porta interna fu realizzata da Vincenzo De Francesco e dai figli Bruno Maria e Raffaele nel 1930. L'interno, mononavato, è decorato da pregevoli stucchi ottocenteschi in parte eseguiti su disegno dell'architetto Giuseppe Maria Pisani sul finire del XIX secolo. Sulla volta della nave è collocato un tondo raffigurante l'Assunzione della Vergine, realizzato da Venanzio Pisani. I due altari laterali sono stati realizzati nella prima metà di questo secolo dall'intagliatore serrese Salvatore Tripodi. Facendo ruotare sui cardini, a guisa di sportello, i due quadri ottocenteschi realizzati da un ignoto pittore meridionale, raffiguranti San Giovanni Battista e San Giuseppe, si possono ammirare due statue serresi, i santi titolari dei due altari, opere dello scultore settecentesco Antonio Regio e di Vincenzo Zaffino (1832 - 1865), nipote del grande statuario vissuto alla fine del XVIII secolo. L'altare maggiore, in legno, dipinto a finto marmo è un capolavoro d'intaglio e di concezione architettonica realizzato nella bottega degli Scaramuzzino dalla quale uscì il noto architetto Biagio. Sull'altare è conservata una scultura raffigurante Maria Santissima Assunta, attribuibile a Vincenzo Scrivo, statuario di grandi capacità tecniche e artistiche. Nel coro si possono ammirare due quadri: il primo, raffigurante San Bruno, realizzato alla fine del XVI secolo, esprime, riproducendo un archetipo perduto, l'iconografia calabrese del Santo, che lo vuole anziano, con il volto barbato e il bastone a forma di "tau" nella mano sinistra; l'altro, di maniera toscana, raffigura l'Annunziata di Firenze, è opera di Bernardino Poccetti
(1548-1612) ed è databile intorno ai primi anni del XVII secolo.